# 中宁东站
中宁东站位于中华人民共和国宁夏回族自治区中卫市中宁县新堡镇，是太中银铁路上的火车站，建于2010年，由兰州铁路局银川车务段管辖。2019年12月29日随银兰高速铁路银中段开通而正式开办客运业务，2020年3月移交至中国铁路兰州局集团有限公司银川车站管辖。

## 車站周邊
- 金牛大酒店中宁店
- 京藏高速公路
- 宁新工业园区

## 歷史
- 建于2010年，还建于2017年。

## 外部連結
- 中国铁路客户服务中心（页面存档备份，存于）